# 齋藤登志信
齋藤 登志信 （さいとう としのぶ、1972年11月8日- ）は、山形県上山市出身の競輪選手。日本競輪選手会宮城支部所属、ホームバンクは宮城自転車競技場。日本競輪学校（当時。以下、競輪学校）第80期生。師匠は矢萩利憲（33期）。

## 来歴

### アマチュア時代
山形電波工業高等学校在籍時代の1990年、前橋で開催された世界自転車選手権（トラックレース）・タンデムスプリント（アマチュア部門）に、当時群馬県立前橋工業高等学校に在籍していた1学年上の稲村成浩とペアを組んで出場（コパイロット）。準決勝で同種目3連覇中のフランス（フレデリック・マニェ・ファブリス・コラ）を2-1の対戦スコアで下し、決勝でこそイタリアペアに0-2で敗れたものの2位となり、日本勢として同大会の16年連続となるメダル獲得に貢献した。
ペアを組んだ稲村はこの後、競輪学校第69期生として競輪選手への道を歩むが、齋藤は2年後に控えたバルセロナオリンピックへの出場を目標としていたことから、法政大学へと進学することになった。
法政大学時代は1991年のアジア選手権や、国民体育大会のスプリント種目などで優勝を経験し、アマチュア自転車界のトップクラス選手として君臨したが、バルセロナオリンピック出場をかけたスプリントの国内選考大会の予選で落車敗退の憂き目に遭い、同種目の代表は小嶋敬二に奪われてしまった。
大学時代は「博打の駒にはならない」とプロ入りを否定し、法大卒業後は山形県の職員となってアトランタオリンピック出場を目指していたが、同大会より自転車競技においてもプロ選手（競輪選手）の出場が可能となったことから、結局オリンピック出場への道は断念。アトランタ五輪開催年の1996年、競輪学校第80期生として競輪選手への道を歩むことになった。

### 競輪選手時代
競輪学校在籍時は、84勝を挙げて在校競走成績第1位。加えて卒業記念レースでも優勝を果たした。1997年8月8日、世界選手権で銀メダルを獲得した思い出の地、前橋競輪場でデビューし1着。またこの開催では完全優勝も果たした。
しかしその後はいささか伸び悩み、なかなかS級への昇進を果たせなかった。1998年11月に開催された競輪祭の新人王戦に出場当時はまだA級の選手だったが、2着に入った小倉竜二らを抑えて優勝。1983年4月にS級制度が設けられて以降、新人王戦としては最初で最後となる、A級在籍選手の優勝となった。なお、翌月にS級昇進は決まっていた。
特別競輪初出場は1999年の高松宮記念杯競輪。以後、2000年の日本選手権競輪（5着）などで決勝進出を果たしたが、ビッグレース初制覇となったのは2002年に防府競輪場で開催されたGIIふるさとダービー。しかもこの開催では完全優勝を果たした。その後はGI決勝の常連選手となり、2003年の日本選手権競輪（平塚競輪場）で3着に入るなど活躍し、GIタイトルに最も近い選手と目されるようになった。
2004年6月、函館競輪場で開催されたGIIふるさとダービーを制覇し、同年のKEIRINグランプリ（今回から優勝賞金1億円）にも初出場。機動型の村上義弘ラインや北日本別線となった伏見俊昭－佐藤慎太郎を相手に、岡部芳幸を連れて2車で一か八かの先行を魅せた（5着）。
2005年の寬仁親王牌（青森競輪場）では3着に入る活躍を見せた。
2007年5月、上述の通り、選手登録地を宮城県に移し、仙台市にある宮城自転車競技場にホームバンクを移す。翌月に開催された高松宮記念杯競輪において、GIとしては約2年ぶりに決勝進出（6着）を果たした。
2018年5月、第72回日本選手権競輪（平塚競輪場）にて、同大会の連続20回出場を達成し、開会式で表彰された。
2022年で50歳となったが、2024年もS級に在籍。7月17日、立川FI2日目第6レース（一般）で勝利し、通算500勝を達成。S級創設（1983年4月）以降女子（4人）を含めて通算58人目の記録で、登録日から27年0か月28日（登録日を含まない）、通算2227戦目での達成であった。規程により後日、JKAより表彰予定。

## 主な獲得タイトルと記録
- 1998年 - 競輪祭新人王（小倉競輪場）
- 通算500勝達成（表彰対象） - 2024年7月17日、立川FI2日目第6レース（一般）

## 競走スタイル
デビューから暫くは非常に優れたトップスピードを活かして自力型選手として長年活躍してきたが、晩年は追い込み中心の戦法をとっている。